# Сероуглерод
Сульфи́д углеро́да(IV) (сероуглеро́д) — химическое вещество, соединение серы с углеродом. Высший сульфид углерода с формулой {\displaystyle {\ce {CS2}}}.

## Физические свойства
Чистый сероуглерод представляет собой бесцветную жидкость с приятным «эфирным» запахом. Технический продукт, полученный сульфидированием угля, имеет неприятный запах редьки.
Молекула {\displaystyle {\ce {CS2}}} линейна, длина связи С—S = 0,15529 нм.
Энергия диссоциации 1149 кДж/моль.
Сероуглерод токсичен, весьма огнеопасен, его диапазон взрываемости от 1,33 до 50 % по объёму, считается самым широким; при использовании соединения обязательно наличие газоанализатора сероуглерода.

## Химические свойства
Горит на воздухе голубоватым пламенем, с образованием диоксида углерода и диоксида серы:
{\displaystyle {\ce {CS2 + 3O2 -> CO2 + 2SO2}}}.
Подобно диоксиду углерода, CS2 является кислотным ангидридом (тиоангидридом) и при взаимодействии с некоторыми сульфидами может образовывать соли несуществующей тиоугольной кислоты ({\displaystyle {\ce {H2CS3}}}) — например, тиокарбонат калия или тиокарбонат натрия.
При реакции со щелочами также образуются соли тиоугольной кислоты и продукты их диспропорционирования.
Однако сероуглерод, в отличие от диоксида углерода, проявляет бо́льшую реакционную способность по отношению к нуклеофилам и легче восстанавливается.
Так, сероуглерод способен реагировать с C-нуклеофилами, его взаимодействие с фенолятами активированных метиларилкетонов идет с образованием бис-тиолятов арилвинилкетонов, которые могут быть проалкилированы до бис-алкилтиоарилвинилкетонов. Эта реакция имеет препаративное значение:
{\displaystyle {\ce {PyCOCH3{}+ CS2{}+ 2 t-BuOK ->}}}
{\displaystyle {\ce {-> PyCOCH=C(S^{-}K^+)2 + 2t-BuOH}}},
{\displaystyle {\ce {PyCOCH=C(S^{-}K^+) + 2 MeI ->}}}
{\displaystyle {\ce {-> PyCOCH=C(SMe)2 + 2 KI}}}.
При взаимодействии с натрием в диметилформамиде сероуглерод образует 1,3-дитиол-2-тион-4,5-дитиолят натрия, использующийся в качестве предшественника в синтезе тетратиафульваленов:
При взаимодействии с первичными или вторичными аминами в щелочной среде образуются соли дитиокарбаматы:
{\displaystyle {\ce {2 R2NH + CS2 -> [R2NH2^+][R2NCS2^{-}]}}}.
Для растворимых дитиокарбаматов характерно образование комплексов с металлами, что используется в аналитической химии. Они также имеют большое промышленное значение в качестве катализаторов вулканизации каучука.
Со спиртовыми растворами щелочей образует ксантогенаты:
{\displaystyle {\ce {RONa + CS2 -> [Na^+][ROCS_2^{-}]}}}.
Такими сильными окислителями, как, например, перманганат калия, сероуглерод разлагается с выделением элементарной серы.
С оксидом серы(VI) сероуглерод взаимодействует с образованием сульфоксида углерода:
{\displaystyle {\ce {CS2 + 3 SO3 -> COS + 4 SO2 ^}}}.
С оксидом хлора(I) образует фосген:
{\displaystyle {\ce {CS2 + 3 Cl2O -> COCl2 ^ + 2 SOCl2}}}.
Хлорируется в присутствии катализаторов до перхлорметилмеркаптана {\displaystyle {\ce {CCl3SCl}}}, использующегося в синтезе тиофосгена {\displaystyle {\ce {CSCl2}}}:
{\displaystyle {\ce {2 CS2 + 5 Cl2 -> 2 CCl3SCl + S2Cl2}}},
{\displaystyle {\ce {CCl3SCl ->[{\ce {H}}] CSCl2 + 2 HCl ^}}}.
Избытком хлора сероуглерод хлорируется до четырёххлористого углерода:
{\displaystyle {\ce {CSCl2 + 2 Cl2 -> CCl4 + S2Cl2}}}.
Фторирование сероуглерода фторидом серебра(I) в ацетонитриле ведет к образованию трифторметилтиолята серебра, эта реакция имеет препаративное значение:
{\displaystyle {\ce {CS2 + 3 AgF ->[{\ce {CH3CN}}] CF3SAg + Ag2S}}}.
При температурах выше 150 °C протекает гидролиз сероуглерода по реакции:
{\displaystyle {\ce {CS2 + 2 H2O -> CO2 ^ + 2 H2S ^}}}.

## Получение
В промышленности получают по реакции метана с парами серы в присутствии силикагеля при 500—700 °C в реакторе из хромоникелевой стали:
{\displaystyle {\ce {CH4 + 4 S -> CS2 + 2 H2S ^}}}.
Также сероуглерод можно получить взаимодействием древесного угля и паров серы при 750—1000 °C.

## Применение
Хорошо растворяет жиры, масла, смолы, каучук. Сероуглерод используется как экстрагент; также он растворяет серу, фосфор, иод, нитрат серебра.
Большая часть (80 %) производимого сероуглерода идёт в производство вискозы — сырья в производстве вискозного волокна («искусственного шелка»). Его применяют для получения различных химических веществ (ксантогенатов, четырёххлористого углерода, роданидов).

## Токсическое действие
Сероуглерод ядовит. Полулетальная доза при поступлении внутрь составляет 3188 мг/кг. Высокотоксичная концентрация в воздухе — свыше 10 мг/л. Оказывает местное раздражающее, резорбтивное действия. Обладает психотропными, нейротоксическими свойствами, которые связаны с его наркотическим воздействием на центральную нервную систему.
При отравлении возникают головная боль, головокружение, судороги, потеря сознания. Бессознательное состояние может сменяться психическим и двигательным возбуждением. Могут наблюдаться рецидивы судорог с потерей сознания, угнетение дыхания. При приёме внутрь наступают тошнота, рвота, боли в животе. При контакте с кожей наблюдаются гиперемия и химические ожоги.
Ототоксичен (может ухудшать слух).
При среднесменной ПДКрз 3 мг/м³ и максимально разовой 10 мг/м³, порог восприятия запаха сероуглерода может достигать 98 мг/м³. Соответственно, замена противогазных фильтров у СИЗОД по ощущению появления запаха в маске (как это советуют поставщики респираторов) приведёт к тому, что хотя бы часть работников будет менять фильтры запоздало. Необходимо использовать современные безопасные способы.

## Первая помощь и лечение
Прежде всего необходимо удалить пострадавшего из поражённой зоны. При попадании сероуглерода внутрь необходимо выполнить промывание желудка с использованием зонда, форсированный диурез, ингаляцию кислорода. Обычно проводят симптоматическую терапию. При судорогах вводят 10 мг диазепама внутривенно.